# Itame berytaria
Itame berytaria är en fjärilsart som beskrevs av Otto Staudinger 1901. Itame berytaria ingår i släktet Itame och familjen mätare. Inga underarter finns listade i Catalogue of Life.